# Babunia

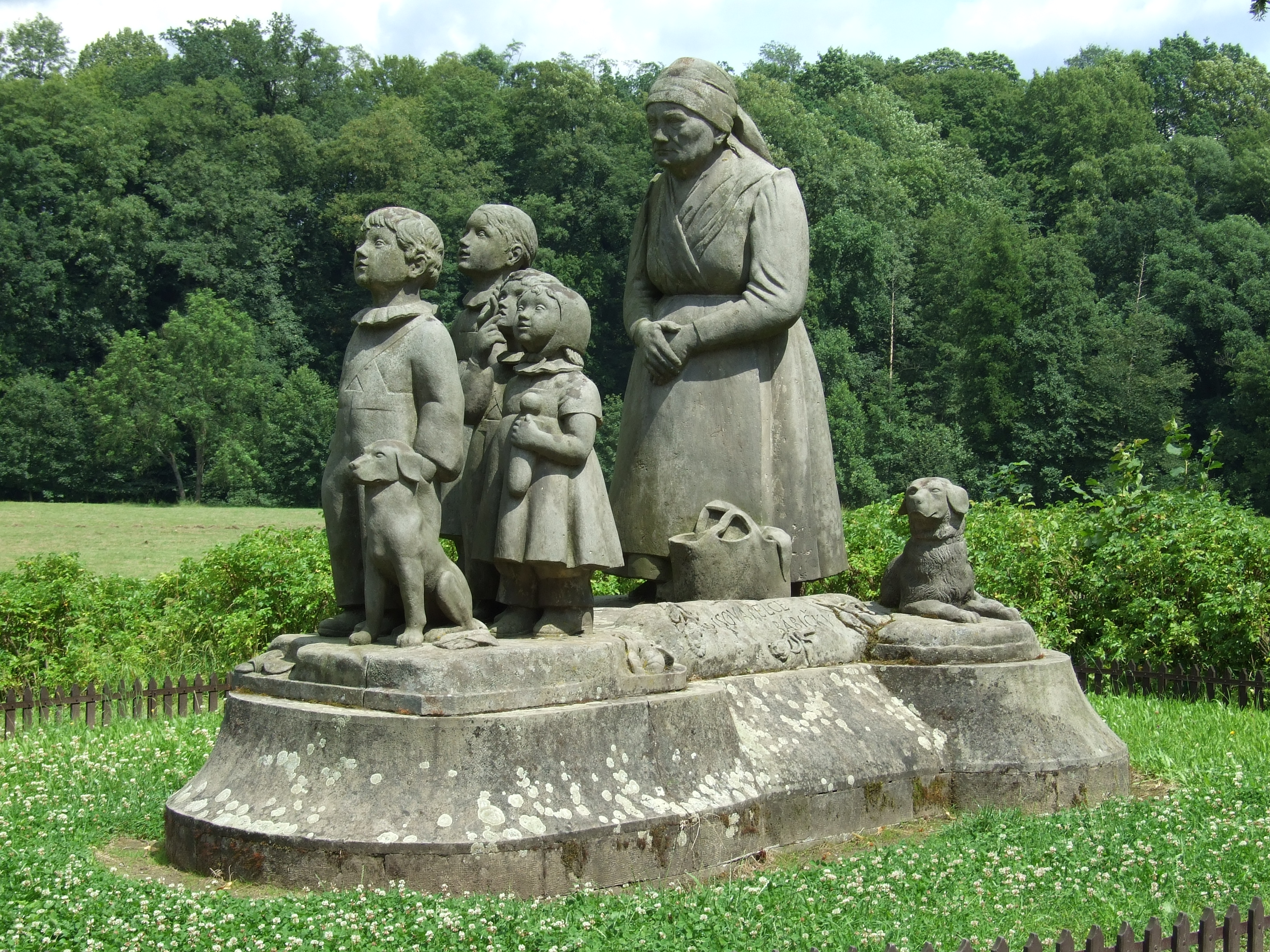
Pomnik Babuni w Ratibořicach

Babunia (cz. Babička) – powieść Boženy Němcovej, ukończona w roku 1853.
Autorka napisała powieść po śmierci syna Hynka. Opisuje w niej idealizowany obraz dzieciństwa w Dolinie Babuni koło Raciborzyc. Centralną postacią jest tytułowa Babunia, która na prośbę córki Teresy przenosi się z Olesznic w Górach Orlickich do raciborzyckiej doliny, aby pomagać w wychowaniu wnuków. Mieszka wraz z rodziną córki w domu zwanym Stary Bielnik (Staré Bělidlo). Poszczególne rozdziały opisują losy mieszkańców doliny, zwłaszcza rodzin młynarza, strzelca, Kuby i Kristli oraz szalonej Wikty. Spośród wnuków tytułowej bohaterki na pierwszy plan wysuwa się postać Barunki (Basi), która jest literackim portretem autorki. Książka zawiera także retrospekcje z życia samej Babuni, która wyszła za mąż w Kłodzku za tkacza z rodzinnej wsi, który został podstępem zwerbowany do pruskiej armii. Następnie mieszkała z nim w Nysie. Po śmierci męża powróciła wraz z dziećmi piechotą do rodzinnej wsi. Większość postaci w książce jest silnie idealizowana. Dotyczy to również właścicielki pałacu w Raciborzycach „pani księżnej” Wilhelminy żagańskiej, która dzięki radom Babuni może czynić dobro. Powieść kończy się śmiercią tytułowej bohaterki, a w jej pogrzebie biorą udział mieszkańcy całej doliny.
Babunia należy do najpopularniejszych czeskich powieści. Miała ponad 350 wydań w języku czeskim. W 1940 na podstawie powieści powstał film w reżyserii Františka Čápa, w 1971 film telewizyjny w reżyserii Antonína Moskalyka. Polski przekład książki Pawła Ryboka ukazał się w 1905, kolejny – autorstwa Pawła Hulki-Laskowskiego – został wydany w 1927 i wznowiony w 1951. To ostatnie wydanie jest poprzedzone wstępem i opatrzone komentarzem, w których jest dostrzegalny duch epoki, kiedy książka została wydana.
Dolinę, w której toczy się akcja powieści przekształcono w park krajobrazowy i nazwano Doliną Babuni (Babiččino údolí).